# Joanna Levesque
Joanna "JoJo" Noëlle Levesque, född 20 december 1990 i Brattleboro, Vermont, USA, är en amerikansk popsångare och skådespelare. Hon medverkade i filmen Aquamarine tillsammans med bland andra Sara Paxton och Emma Roberts, och hennes andra film var Familj på väg med Robin Williams. Hennes första hit var "Leave (Get Out)". Hon spelade i TV-filmen True Confessions of a Hollywood Starlet från 2008.

## Diskografi

### Studioalbum
- 2004 – JoJo
- 2006 – The High Road
- 2016 – Mad Love

### Singlar
- 2004 – "Leave (Get Out)" (US Pop #1)
- 2004 – "Baby It's You" (med Bow Wow) (US Pop #7)
- 2005 – "Not That Kinda Girl"
- 2006 – "Too Little Too Late" (US Pop #2)
- 2006 – "How to Touch a Girl"
- 2007 – "Anything" (US Pop #38)
- 2011 – "Disaster" (US Pop #29)
- 2015 – "When Love Hurts"
- 2016 – "Fuck Apologies" (med Wiz Khalifa)